# Книжка красноармейца

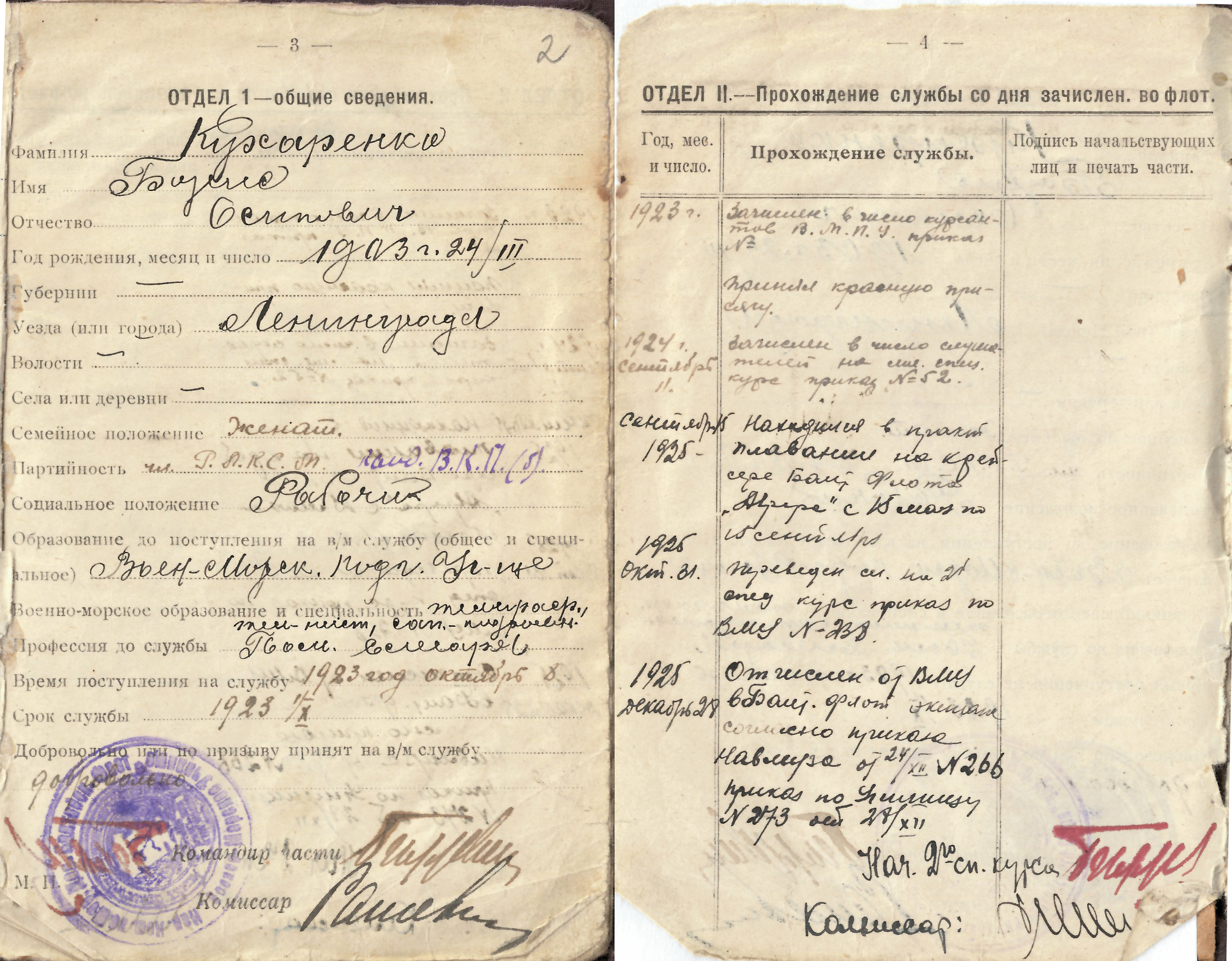
Запись о принятии красной присяги и службе в служебной книжке краснофлотца

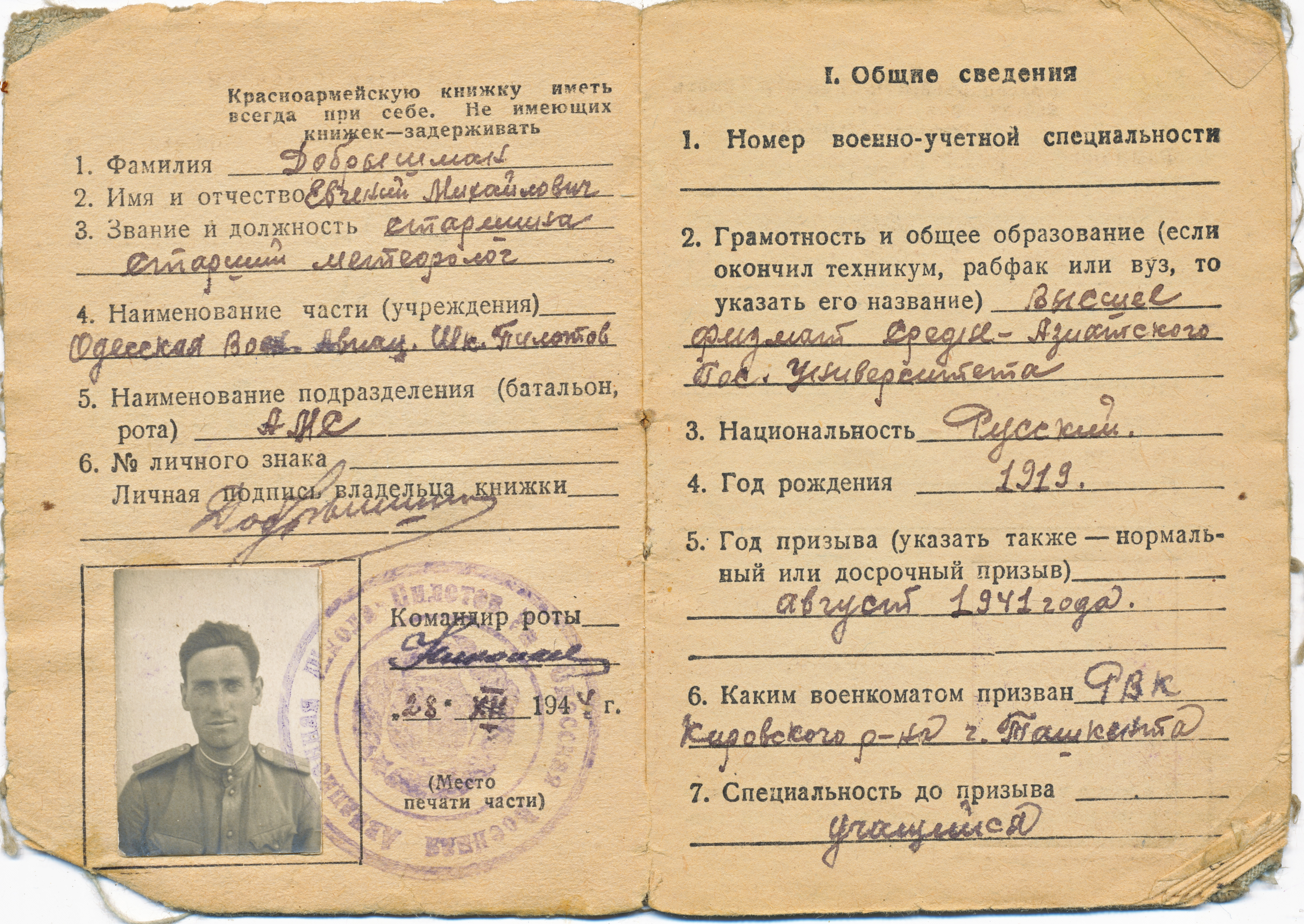
Красноармейская книжка образца 1944 года

Книжка красноармейца (краснофлотца) — служебное удостоверение личности российских военнослужащих Сухопутных, Морских сил и Воздушного флота РККА, введённое в конце 1918 года, а также советских военнослужащих рядового и младшего командного (начальствующего) составов Красной Армии и ВМФ СССР (красноармейцы, краснофлотцы, сержанты и старши́ны), введённое в 1940—1941 годах.
Как официальный документ была установлена приказом РВСР № 189 от 30 января 1919 года, стандартный образец был утверждён Я. М. Свердловым и В. И. Лениным, и имел объём 116 страниц. Помимо основной функции, 80 страниц отводилось под базовые положения Конституции РСФСР и некоторых декретов советского правительства, под текст военной присяги, а также — под положения и приказы Народного комиссариата по военным делам (Наркомвоена), определяющие права и обязанности красноармейцев.

Приказом РВСР № 396 от 26 февраля 1919 года книжка красноармейца была видоизменена, получив название «Служебная книжка красноармейца» (объём 20 страниц), в новой редакции данный документ уже не имел каких-либо материалов агитационно-пропагандистского характера. Она содержала данные о семейном и служебном положении красноармейца, а также соответствующие разделы, куда вносились записи о выдаче ему оружия, снаряжения, вещевого довольствия и сведений о наградах.
В соответствии с приказом РВСР № 1491 от 18 сентября 1919 года выпуск книжек красноармейца был прекращён. Официально просуществовавшая около года, книжка красноармейца однако практически находилась у получивших её красноармейцев не только до окончания гражданской войны, но и при убытии в запас.
Новая красноармейская книжка была введена лишь спустя 20 лет приказом Народного комиссара обороны Союза ССР (НКО СССР) № 171 от 20 апреля 1940 года, однако п. 7 этого приказа отменял красноармейские книжки для Действующей армии. Введение в действие данного приказа затянулось, и до начала Великой Отечественной войны этот образец красноармейской книжки так и не успел поступить в Красную Армию, а 7 октября 1941 года приказом НКО СССР № 330 для военного времени был введён новый образец красноармейской книжки с фотографией владельца.

В 1961 году функция удостоверения личности была возложена на военный билет военнослужащего.
- Полностью отсканированная красноармейская книжка в формате PDF, выписанная на имя Осипова Георгия Павловича, выданная 13 мая 1946 года.

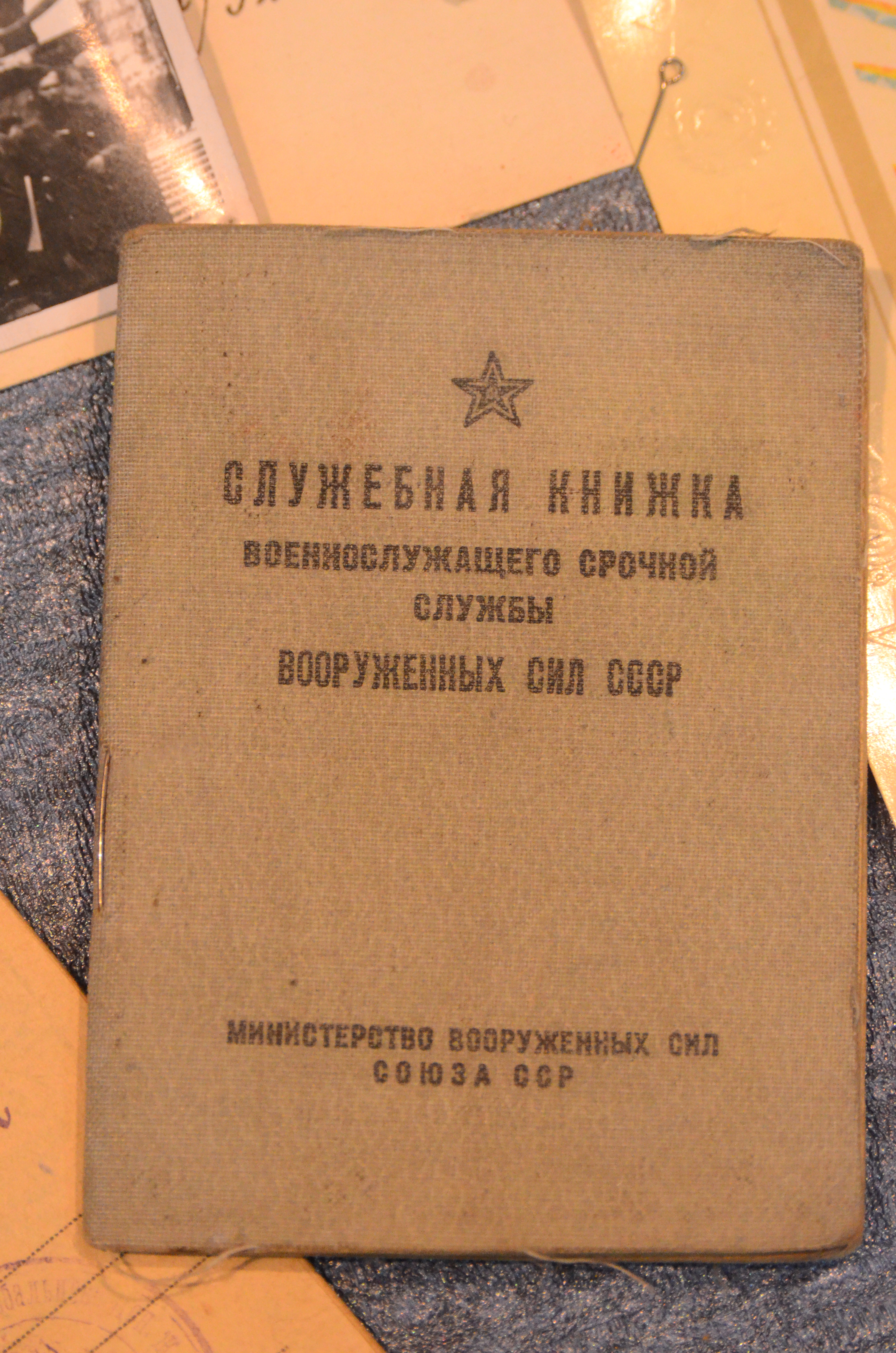
Обложка служебной книжки после переименования Красной армии в Советскую и включения её вместе с флотом в Вооружённые силы СССР
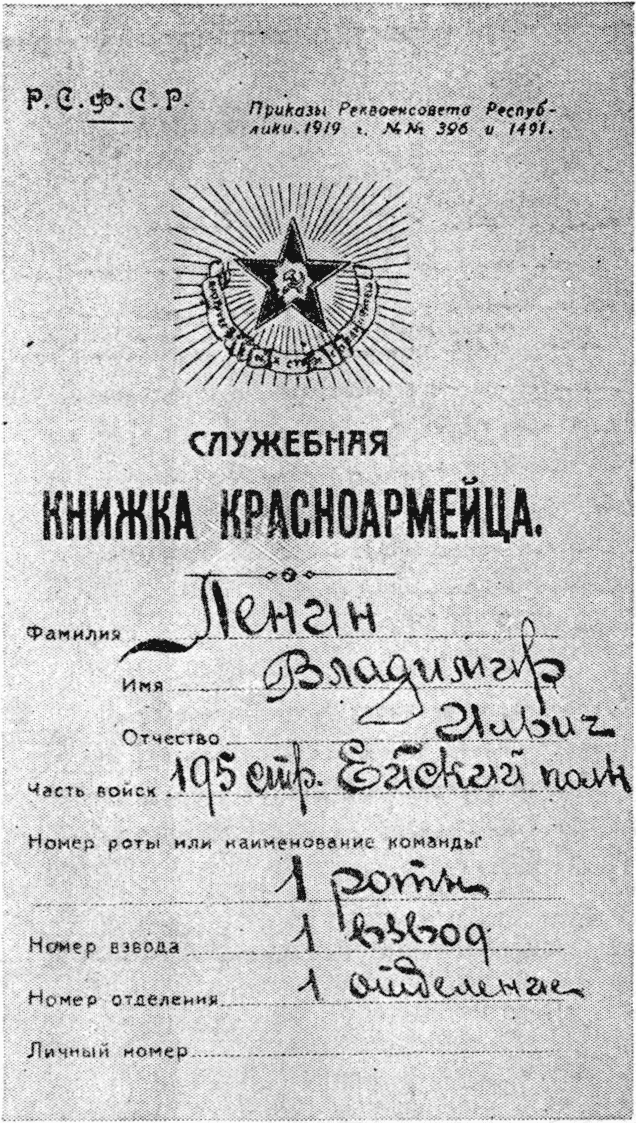
Служебная книжка красноармейца, выписанная на имя В. И. Ленина в 1919 году.
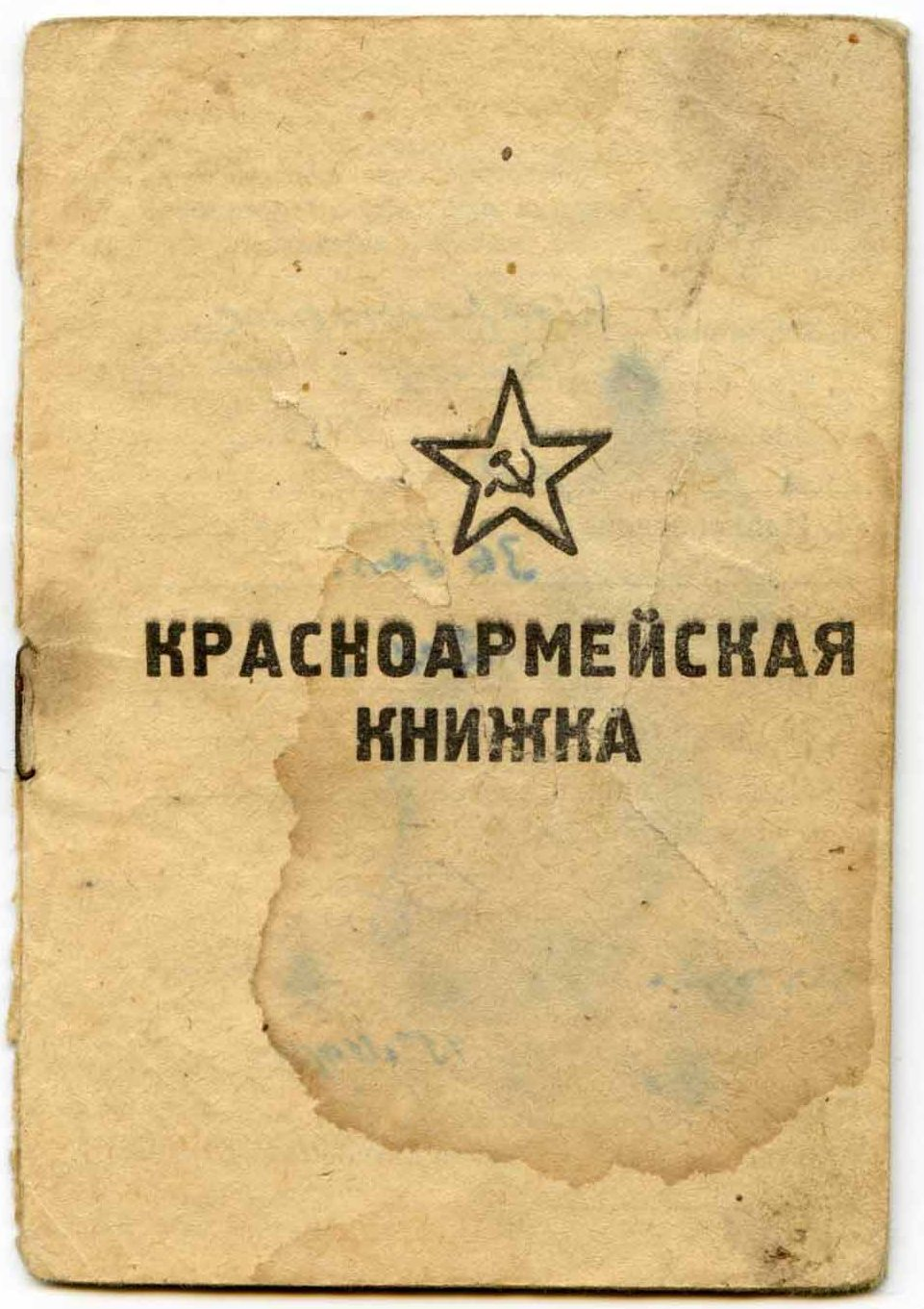
Красноармейская книжка весны 1945 года (выдана в марте).